# Taça do Minho
Taça do Minho é um torneio de futebol criado em 2012 e organizado pelo Gil Vicente. O SC Braga foi o primeiro vencedor do torneio.

## Resultados

### 2012
| 1 de agosto de 2012 | Gil Vicente      | 1 – 1     | SC Braga   | Estádio Cidade de Barcelos, Barcelos |
|                     | Pedro Pereira 1' | Relatório | Éder 90+3' |                                      |

|  |       | Penalidades |
|  | 6 – 7 |             |

## Palmarés
| Clube       | P | T | V |
| ----------- | - | - | - |
| SC Braga    | 1 | 1 | 0 |
| Gil Vicente | 1 | 0 | 1 |